# Монтекорвино Пуляно
Монтекорвѝно Пуля̀но (на италиански: Montecorvino Pugliano) е община в Южна Италия, провинция Салерно, регион Кампания. Разположена е на 342 m надморска височина. Населението на общината е 10 192 души (към 2010 г.).
Административен център на общината е градче Санта Текла (Santa Tecla).